# MSteam娛樂
MSteam娛樂是韓國的一家經紀公司，代表演员是孙艺珍。
MS Team Entertainment成立于1993年，是一家专门从事演员的经纪公司。MS团队致力于通过专业、系统的体系为演员的所有作品和演艺活动提供多方支持，让他们能够有中长期规划地发展演员的职业生涯，展现他们的能力和潜力。

## 歷史
前身为金敏淑创立的Barunson Entertainment，后改名为MSteam Entertainment，母公司為Spackman Media Group。。
投資電影《德惠翁主》、《現在，很想見你》。

## 電影投資
- 2016年：《德惠翁主》[7]
- 2018年：《協商》
- 2018年：《現在，很想見你》

## 旗下藝人
- 孙艺珍[9][10]
- 李珉廷（2008年—）[11]
- 魏嘏雋
- 高聖熙（2019年—）[12]
- 孙挺赫（2023年—）[13]
- 洪基俊（2024年—）[14]
- 劉智泰（2025年—）[15]

## 已離開藝人
- 文彩元[16]
- 李礎熙[17]